# 小島慶子 キラ☆キラ
『小島慶子 キラ☆キラ』（こじまけいこ キラキラ）はTBSラジオで2009年3月30日から2012年3月30日まで放送されていた生放送のワイド番組。

## 概要
毎回テーマを決めて、リスナーからメールなどを募集。そのメールなどでスタジオにいる2人（小島慶子と曜日別男性パートナー）が話をする番組。
いくつかのコーナーではポッドキャスト配信を行っていた。また、聴取率調査週間ではストリーミング放送を実施していた。
前番組の『ストリーム』から「サウンドパティスリー」のコーナーのほか、『ドライバーズ・リクエスト』や『日本列島ほっと通信』など、大半のミニ番組を放送時間帯も含めて継承している。

## 小島慶子の降板・番組終了
2009年10月度の聴取率調査では、当番組初の同時間帯単独首位を記録。2010年4月度の聴取率調査で、再び単独首位を記録した。その後は『大竹まこと ゴールデンラジオ!』の後塵を拝することになるが、特に「40代～50代の自営業の男性」に弱かったことが小島の降板・番組終了につながった。
2012年1月26日の本番組冒頭、小島は、前年末までに降板を申し入れ、3月末をもっての降板が了承されたことを明かした。小島によると、新たなリスナーの獲得などを求める局側からの「40～50代の自営業の男性に共感を得られる話をしてほしい」との要望に対し、小島の考えは「ちょっとしたことでも喜んでくれる人がいたらと、 今、聴いている人に話しかけている。聴いていない人を呼び込む話はできない。局の求める役割と私のできることは違う」というものだったという。
また、小島は番組を「卒業」と言われることに対して嫌悪するコメントもしているため、番組内では「降板」という言葉を自ら使っていた。
2012年3月30日をもって最終回を迎えた。2012年4月から赤江珠緒（月 - 木曜、フリーアナウンサー）、小林悠（金曜、TBSアナウンサー）をパーソナリティに起用した『たまむすび』が放送開始された。
小島はその後、2021年7月より前述の『大竹まこと ゴールデンラジオ!』に木曜の準レギュラーとして出演するようになった。

## 出演

### パーソナリティ
- 小島慶子 - 2010年6月30日までTBSアナウンサー、同年7月1日以降の放送期間はフリーランス（キャスト・プラス所属）。

#### 代理パーソナリティ
小島が休みの回は、タイトルコール「小島慶子 キラ☆キラ」の「小島慶子」の部分がなくなる。「○○ キラ☆キラ」（○○は代理パーソナリティの氏名）となる場合もある。脚注に注釈のない場合は1週間の長期休暇中に担当。
- 外山惠理（TBSアナウンサー、2009年9月21日、2010年3月16日、同年8月5日、同年9月16日、同年12月30日、2011年8月10日）
- 伊藤聡子（フリーアナウンサー、2009年9月22日）
- 安東弘樹（TBSアナウンサー、2009年9月23日）
- 駒田健吾（TBSアナウンサー、2010年3月15日）
- 久保田智子（TBSアナウンサー、2010年3月17日、同年8月2日）
- 岡村仁美（TBSアナウンサー、2010年3月18日、2011年12月27日）
- 木村郁美（TBSアナウンサー、2010年3月19日、同年8月6日、同年12月28日、同年12月31日、2011年8月12日）
- 竹内香苗（TBSアナウンサー、2010年8月3日、同年12月29日）
- 豊田綾乃（TBSアナウンサー、2010年8月4日、2011年8月8日、2012年2月7日[4]）
- 蓮見孝之（TBSアナウンサー、2010年12月27日）
- 竹内久乃（フリーアナウンサー・TBSニュースバード専属キャスター、2011年1月21日[5]、2011年12月2日[6]）
- 笹岡樹里（フリーアナウンサー・TBSニュースバード専属キャスター、2011年1月24日[7]）
- 小川知子（TBSアナウンサー、2011年8月9日）
- 山田愛里（TBSアナウンサー、2011年8月11日、2012年2月9日[4]）
- 中田エミリー（フリーアナウンサー、2011年12月1日[8]）
- 佐藤渚（TBSアナウンサー、2011年12月26日）
- 江藤愛（TBSアナウンサー、2011年12月28日[9][10]）
- 水野真裕美（TBSアナウンサー、2011年12月29日[11]、2012年2月8日[4]）
- 秋沢淳子（TBSアナウンサー、2011年12月30日）
- 小林悠（TBSアナウンサー、2012年2月10日[4]）

### パートナー
- 月曜日：ビビる大木
- 火曜日：神足裕司[12]（2011年9月以降、くも膜下出血による入院・療養の為出演見合わせ）
  - 堀井憲一郎（2011年9月6日より、神足の代理で担当。なお、2010年7月6日にも水道橋の代理で出演）
- 水曜日：宇多丸（RHYMESTER）
- 木曜日：ピエール瀧（電気グルーヴ）
- 金曜日：水道橋博士（浅草キッド）

#### 代理パートナー
- YOU（2009年4月23日、瀧の代理）
- ケンドーコバヤシ（2009年11月20日、水道橋の代理）
- 安東弘樹（2010年1月13日、宇多丸の代理）
- 東貴博(Take2)（2010年1月20日、宇多丸の代理）
- 山里亮太(南海キャンディーズ)（2010年1月27日、宇多丸の代理。同年7月2日、水道橋の代理）
- みうらじゅん（2010年2月26日、水道橋の代理）
- 江川達也（2010年3月12日、水道橋の代理）
- 大根仁（2010年4月28日、2011年2月16日、宇多丸の代理）
- 小倉久寛（2010年5月21日、同年8月27日、水道橋の代理）
- 小沢遼子（2010年6月18日、2011年2月4日、いずれも水道橋の代理）
- 生島ヒロシ（2010年6月25日、水道橋の代理）
- 鈴木おさむ（2010年8月9日、大木の代理）
- サンドウィッチマン（2011年2月25日、水道橋の代理）
- 林家彦いち（2011年3月21日、大木の代理）
- 六角精児（2011年11月24日、瀧の代理）

### コラムニスト
15時台「コラ☆コラ」に出演する。
- 月曜日：生島淳（スポーツ、2010年4月5日 - ）
- 火曜日：週替わり（本、2011年4月5日 - ）
- 水曜日：西寺郷太(NONA REEVES)（音楽、2009年4月1日 - ）
- 木曜日：吉田豪（芸能、2009年10月1日 - ）
- 金曜日：町山智浩（映画、2009年4月3日 - ）

#### 過去のコラムニスト
- 木曜日：岡野宏文（本、2009年4月2日 - 同年9月24日）
- 月曜日：小林信也（スポーツ、2009年3月30日 - 2010年3月29日）
- 火曜日：上杉隆（時事問題、2009年3月31日 - 2011年3月29日）

#### 代理コラムニスト
- 堀井憲一郎（2009年7月7日、上杉の代理）
- 武田一顯（2010年6月22日、上杉の代理）
- 三宅隆太（2010年8月4日、西寺の代理）

## 番組終了時のタイムテーブル
※印のコーナーはポッドキャスト配信を実施。括弧内の人名はそのコーナーのみの主な出演者。
- 13:00 オープニングトーク（１）
- 13:05頃 オープニング音声⇒ 改めて挨拶⇒オープニングトーク（２） ※
- 13:20 ニュース・交通情報
- 13:27 ジャパネットたかたラジオショッピング
  - 祝日、ゴールデンウィーク、8月のお盆期間中は放送されない。
- 13:35 パートナーズ☆コラム「ペラ☆ペラ!」 ※
- 13:47 ドライバーズ・リクエスト（帆足由美）
- 13:54 交通情報・天気予報
  - 天気予報はこの時間のみウェザーマップの気象予報士が伝える。2009年10月2日までは13:23にも天気予報のコーナーがあり、当時気象予報士はその時間に出演していた。
- 13:57 キラ☆キラdeお大尽
- 14:00 メールでキラ☆キラ
- 14:20 ニュース・交通情報
- 14:30 キラ☆キラスペシャル
  - 月曜日：協会けんぽ キラ☆キラ 健康サポート（2010年4月5日 - ）
  - 火曜日：アネキとオジキとこうたりんのヘルシークッキング（石黒彩、2011年4月5日 - ）
    - 神足裕司が病気療養のため、2011年10月現在「アネキと慶子のヘルシークッキング」とタイトルが変わっている。

  - 水曜日：ドコモキラ☆キラ中継局（2011年10月5日 - ）
  - 木曜日：キラ☆キラ 気が利くトーク（2010年7月1日 - ）
    - 当初は小島慶子と小島奈津子が子育てについてトークするコーナーだったが、2010年9月30日をもって小島奈津子が降板。翌週10月7日は通常のメール紹介の場となり、その翌週の10月14日から同年10月28日までは、「キノコのおじさん」こと当番組構成作家の佐藤研が、キノコにまつわる情報を小島慶子と瀧に紹介するコーナーとなった。佐藤降板後の同年11月4日から2011年9月29日までは小島慶子と小竹貴子の料理コーナーとなり、同年10月6日からは小竹の後任として浜谷千波が出演している。
    - 小島奈津子はこのコーナー出演後、『噂の!東京マガジン』の収録をしていた。

  - 金曜日：キラ☆キラ ぎゅぎゅっと新潟（中田エミリー、2011年10月7日 - ）
    - 初回は中田ではなく泉田裕彦新潟県知事が出演した。
- 14:44 日本列島ほっと通信（江藤愛）
- 14:52 交通情報・天気予報・ダイヤル119番
- 15:00 コラ☆コラ ※
  - コラムニストの出演が早くに終了し時間が余った場合、残りの時間はメールを紹介するか推薦曲をかける時間となる。
- 15:22 エンディング

### 過去のコーナー・ミニ番組
- 14:30 いいトコ!みやぎ（火曜日、小林豊、 - 2010年3月30日）
  - 『ストリーム』から続いていたミニ番組の1つ。放送開始は2007年4月。
- 14:30 キラ☆キラ ミルクラボ（木曜日、竹内冨貴子ほか、2010年3月4日 - 同年6月3日）
- 14:30 キラ☆キラ フグ講座 キラチリ（火曜日、坂本咲子、2010年12月7日 - 2011年1月25日）
- 14:30 ズバリ!競馬情報（金曜日、宮澤隆、 - 2011年3月25日）
  - 『松尾雄治のピテカンワイド』から12年続いたコーナー。
- 14:30 キラ☆キラ 温かな食卓（火曜日、2011年3月1日 - 同年3月29日）
- 14:30 あんしん財団 キラ☆キラ 企業応援隊（水曜日、 - 2011年3月30日）
  - 『ストリーム』から続いていたミニ番組の1つ。ストリーム時代のタイトルは「いきいき企業応援隊」。
- 14:30 ホットな気持ちdeかごしま茶
  - 林家彦いちと桂竹丸により2010年4月6日から同年9月28日までの火曜日に放送されていた。2011年4月8日から同年9月30日までは金曜日のコーナーとして復活した。出演は米粒写経の居島一平。
- 14:57 赤坂ブロガー祭り ※
  - 2009年4月2日から同年12月3日までは木曜日の「キラ☆キラスペシャル」内で、同年12月9日から2010年3月23日までは週に1回上記の時刻に放送されていた。
- 15:00 サウンドパティスリー ※ - 2011年4月1日）
  - 『ストリーム』から9年続いた音楽紹介コーナー。放送開始は2002年10月。『キラ☆キラ』では音楽の紹介とともにコラムコーナーとして放送されていた。
  - 2010年4月2日までは、コラムニストが出演する前に小島とパートナーがお菓子を食べる時間が設けられていた。
  - 2011年4月4日からはコラムコーナー「コラ☆コラ」にリニューアルした。
  - 音楽の紹介というコンセプトのミニ番組『サウンド・キャッチ』が『サウンドパティスリー』の終了と同じ時期の2011年4月4日から放送開始している。
- 15:18 サッポロビール ケンタロウのおいしいラジオ（ケンタロウ、 - 2010年4月2日）
  - 『ストリーム』から続いていたミニ番組の1つ。放送開始は2002年4月。

## 小島の発言
「暴走機関車」「小島台風」とも称される小島の発言を分類すると以下のようになる。

### 悪口
- 同僚に対する悪口。アナウンス部は魑魅魍魎の集まりで、あんないやな職場はないと言っており、放送中に突然「絶対に許さない!謝れ!」と叫んだこともある。
- みのもんたと古舘伊知郎の悪口。みのは以前、小島とは仕事をしたくないと明言したことがあるため[13]。「ものみんた」と呼ぶこともある。また古舘については『報道STATION』の報道姿勢を批判しており、『寝言STATION』『たわごとSTATION』『寝ぼけSTATION』などと呼んでいる。

### 妄想
- キー局の女性アナウンサーでありながら、異常にコンプレックスを抱き続けている話が次々出てきて、おかしなことに意地を張る。赤坂駅で降りるとき、隣の人を「大手の広告代理店あたりでブイブイやっているいけ好かないヤツに違いない」と勝手に妄想して、「あんなヤツに負けるか」と、その人より早く改札を出ようとする。
- 大木と酒井若菜の交際報道があったときは、「大木はFカップの人と付き合っていながら、私とスタジオにいるときは、こんなに胸の小さい女もいると心の中で蔑んでいる」と、誰もそんなことを言っていないのに勝手に妄想して放送で激怒する。
- 店で西洋人の男性客に「筑紫哲也の思想を尊敬している」と話しかけられただけで「あんたみたいな青い瞳のかっこいい白人が流暢な日本語でそんな話をすれば女はボーッとなると思ってるんでしょ。あんたの落とした女のリストに私を加えたでしょ。私はお前に籠絡されない。好きになってやるもんか」と心の中で叫ぶ。
- セブン-イレブンでnanacoで支払うとき、意地でも「nanaco」と言わず「ピヨピヨ」と言う。
- 同僚への悪口と組み合わされる場合も多い。岡村仁美に飴をあげたのに机上での袋の位置が変わっていないため、実際は岡村が飴を食べていたにもかかわらず、人のあげたものを粗末にする人間だと一方的に恨んでいたなど。岡村には放送で謝っていた。

### 性
- 「スタジオのドアのノブがチンコの形」「プロデューサーがコンドームみたいな服を着てる」「私が13歳、処女だったとき」「セーラー服を着ていた時は処女」「ラジオ放送は脳と脳のセックス」など、意図的に性的な用語を使いまくる。また、リスナーからのメールにどんな卑猥なことが書いてあってもそれを読むのが自分の仕事と公言している。
- 学生時代にラブホテルに通った話、自分の生理の周期の話、自分がセックスのときに出す声の話、セックスしようとして相手のパンツを見て萎えた話など、キー局の女子アナ出身でありながら、自らの性についても平気で語る。
- スタッフの沖縄みやげのコンドームをいきなり駒田健吾に持って行って「あなた、コンドームを使うでしょ。私とやるという意味ではなくて…」とセクハラ発言をしたため、駒田が『kakiiin』内で「小島慶子はおっさん」と評した。すると駒田が代理パーソナリティを務めた『大沢悠里のゆうゆうワイド』に小島が乱入し、再びコンドーム発言を連発した。また安東弘樹に対しても、自慰の道具を大量に机の上に置いた。安東は「自分が逆のことをしたら確実にクビになる」と言っている。なお、駒田はコンドームを椎野茂に渡したという。

### タブー
- 番組内で流れるCMを批判、自局のドラマを批判、報道姿勢に関して「だからテレビって大嫌い」と発言するなど、自分の組織をも攻撃。TBSラジオの加藤嘉一社長が副調整室に来た際は「やーね、もう、なんかもう、悪いこと言わせないぞ、オレの顔があったらお前の口が封じられるぞみたいな。黙るもんかー! 黙るもんかー!」と叫んだ。
- 自動車の特定の車種を批判、自由民主党に投票するなという意味にとれる発言をしてから形だけのフォローをするなど、放送局が遠慮する対象への攻撃。
- 「東京ディズニーランドのミッキーマウスには人が入っている」「サンタクロースはいない」[14]「ガチャピンの中に人が入っていると言わないと演技者に失礼だ」[15] などと力説したり、「テレフォンショッキングの出演者が事前に決まってるわけがないじゃない」と（実際は決まっていると知っていて）バカにしたような口ぶりで言うなど、わかっていても誰も口にしないことに敢えて踏み込む。

### ラジオ七聖
2010年1月12日の放送にて、小島が「私の考えるTBSラジオの生んだ『ラジオ七聖』」なるものを発表。トーク中にその「ラジオ七聖」について部分的に触れた結果、Twitterにて話題となり、その後小島がその全員を明らかにするという形で放送された。なお、あくまでも小島による独自の考えに基づく定義づけとされており、社会的な評価を含むものではないが、TBSラジオの他番組がこのフレーズを番宣などで勝手に使っている例もある。
| 称号             | 氏名       | TBSラジオの主な担当番組                              |
| ---------------- | ---------- | ---------------------------------------------------- |
| ラジオの奇跡     | 生島ヒロシ | 生島ヒロシのおはよう定食、生島ヒロシのおはよう一直線 |
| ラジオの精霊     | 永六輔     | 土曜ワイドラジオTOKYO 永六輔その新世界               |
| ラジオの鉄人     | 森本毅郎   | 森本毅郎・スタンバイ!                                |
| ラジオの巨人     | 久米宏     | 久米宏 ラジオなんですけど                            |
| ラジオの王様     | 伊集院光   | 月曜JUNK 伊集院光 深夜の馬鹿力                       |
| ラジオの良心     | 荒川強啓   | 荒川強啓 デイ・キャッチ!                             |
| ラジオのおじさん | 大沢悠里   | 大沢悠里のゆうゆうワイド                             |

※担当番組は、2010年3月現在。

## エピソード

### 2009年
- 2009年5月25日、オープニングで、小島が前年に自殺した後輩の川田亜子との思い出を涙ながらに語った[16]。
- 2009年5月下旬から翌月6月にかけて、水道橋が当時金曜日の天気予報を担当していた佐々木聡美を大木と付き合わせようと画策していたことがあった。その後同年7月に佐々木の担当曜日が月曜日に移り、2人の共演が実現したことを水道橋は喜び当の2人も乗り気になっていたが、同月下旬に大木の酒井若菜との交際が発覚、一連の画策は破綻に終わった。しかし佐々木が同年10月に水曜日に移って以降、大木は佐々木の後任の知念有美に一方的に恋人アピールをし続け、いつしか月曜日13時台の天気予報は番組内で「愛の3分間劇場」と呼ばれるようになった。ところが知念が翌年2010年3月に番組から離れ、後任として山岸朋美が就くと、大木のアピールは鳴りを潜め、山岸着任翌々週の同年4月12日に事前の打ち合わせのもと初めて山岸との間で行われたのを最後に、「3分間劇場」は自然消滅してしまった。一方、水曜日に移った佐々木は毎回スタジオの扉を開けて迎え入れられるほど宇多丸に気に入られていたが、2010年3月10日を最後に番組から離れた。なお、大木は2010年初めに酒井との破局が報じられている。
- 2009年6月23日、オープニングで小島がレストランで自分たちの言動を注意した客のことを批判する内容の話をしたところ、抗議メールが30通届いた。ラジオ番組で1つの発言に抗議が30通届くことは極めて異例だという。翌日のオープニングでの弁解により、さらに抗議が殺到した。
- 2009年6月26日、同日朝（日本時間）に死去したマイケル・ジャクソンの訃報を受け、当初予定していた内容を変更し、スタジオに西寺を招いてマイケル・ジャクソン特集を放送した。
- まれにスタジオに予告なくゲストが出演することがある。特に生島ヒロシは、放送中に自分の話題が出てくると、その後「呼んでもいないのに」番組に乱入することが度々ある。その生島が2010年6月25日に水道橋の代理として出演した際は、リスナーからのメールを受けて、自分のエピソードを7分間にわたって話し続けた。
- 2009年9月16日の放送では、オープニングで小島と宇多丸が自殺を防ぐ方法をめぐって13:30ごろまでケンカを続けた結果、当時オープニング直後に設けられていた天気予報がカットされた。この模様が『爆笑問題の日曜サンデー』同年12月20日放送分の「TBSラジオ珍プレー好プレー大賞」にノミネートされ、ノミネートした15番組中3位にランクインした。
- 2009年9月23日の放送では、この日代理パーソナリティを務めた安東弘樹に「これ（=当番組）は『小島慶子のイライラ』だ」と評された。
- 2009年9月24日放送の天気予報は、風邪のため出演できなかった江花純に代わって山岸が伝えた。ちなみに、江花はこの日が当番組最後の出演日となる予定だった。
- 2009年10月11日、番組公式Twitterを開始。同年12月4日に小島本人が初めてTwitterで書き込みをした。これ以降は小島の書き込みが飛躍的に増え、ほぼ小島のアカウントのようになっている。2010年6月19日に小島が自分のTwitterアカウントを取得したあとも、番組放送中は番組公式のアカウントからつぶやいている。
- 2009年10月27日、文化放送『吉田照美 ソコダイジナトコ』に小島がサプライズゲストとして出演。その際、『森本毅郎・スタンバイ!』特製ストラップ等の大量のTBSラジオグッズを持参し吉田にプレゼント、文化放送にて当番組の宣伝を行った。ちなみに当日の当番組で小島は裏番組である『大竹まこと ゴールデンラジオ!』の番組ステッカーを尻の下に敷いて生放送を行った。
- 2009年11月12日、オープニングで小島が当番組が同年10月度の聴取率調査の結果、初の同時間帯単独首位を獲得したことを報告。前番組『ストリーム』パーソナリティの小西克哉からお祝いの電話があったという。また、この放送を聞いていた久米宏本人から同日の生放送中に番組へお祝いのメールが届いた。久米は当番組をよく聴いているとのことで、過去にもたびたびメールを投稿し、放送で読まれたこともある。
- 2009年12月23日に行われた当番組の忘年会後に、宇多丸の自宅を瀧と水道橋が訪れ部屋を物色するだけ物色しそのままの状態で帰られたことで、宇多丸は番組内メンバー人間不信気味らしい。
- 2009年12月25日、J-WAVE『GROOVE LINE』内「DREAM WORKER」のコーナーにて、TBSテレビ『時事放談』の忘年会に参加中の小島が電話出演。当番組や『荒川強啓 デイ・キャッチ!』（『GROOVE LINE』の裏番組）の宣伝などを行った。小島は自らリスナーとして、会社の許可も取らずにコーナーに応募した。小島は2010年3月3日には同局の『Jam the WORLD』にも出演。こちらは民放ラジオの日に「ラジオの将来を考える」という企画で、ラジオ界を代表するパーソナリティとして呼ばれたものであった。

### 2010年
- 2010年1月4日、翌日に中山金杯が開催されるため月曜日に「ズバリ!競馬情報」が放送された。
- 2010年2月10日、自ら初代ナビゲーターを務めた『BATTLE TALK RADIO アクセス』に、2009年中に2回、小島が偽名で一リスナーとして出演したことを自ら告白。声色を変えたため、同番組のスタッフも気づかなかったという。さらにそのうち1回は宇多丸がゲスト出演した回であったことを明かし[17]、宇多丸は知らずにバトルトークしていたことに激しく衝撃を受けていた。もう1回がいつの回であったかは明らかにしていない。
- 2010年2月23日、小島が自身に関するWikipedia項目に言及。「Wikipediaは、結構間違った情報や誤解が載ってるけど、自然に任せる」と発言した。
- 2010年4月3日、『夜もキラ☆キラ～TBSラジオオールスター感謝祭』と題した特別番組を18:30から22:30まで生放送。小島がTBSラジオの同年春の新番組以外に他局のラジオの話題を平気で取り上げたほか、「赤坂5丁目ミニマラソン」にてTBSテレビ『オールスター感謝祭2010春』とのサイマル放送を実施した。
- 2010年4月8日の「ジャパネットたかたラジオショッピング」は、TBSテレビ『ウンナンのラフな感じで。』の宣伝のため、コーナーレギュラーの杉町孝太郎に代わって小倉優子と堤下敦（インパルス）が商品を紹介。その模様が同番組同年4月22日に放送された。
- 2010年春のTBS人事異動により、ディレクターに宮嵜守史（テレコム・サウンズ第二制作部所属）が着任。宮嵜はTBSラジオの深夜番組『JUNK』などでのイキりぶりを当番組でも発揮（主に音響面）し、そのしつこいまでの演出は、さらに番組を盛り上げる形になりはじめている。
- 2010年6月29日に「サウンドパティスリー」で平野博文の内閣官房長官時代の官房機密費3億円の使途についてネコババしたと取られる内容を放送したことについて平野側から放送後に抗議があり、同年11月2日の番組の最後で謝罪の放送を行った。当事者の上杉は週刊誌や他局の番組でこの対応を批判している。これとの関連は明らかにされていないが、直後から上杉出演部分を含む、TBSラジオの多くのポッドキャストは1週間しか保存されないことになり、プロデューサーも交代した。
- 2010年7月26日、同年8月11日、同年8月20日の放送は赤坂サカスで行われた夏休みイベント「赤坂ビッグバン～夏サカス2010～」にあたって作られた特設サテライトスタジオ「サカスタ」から当番組初の公開生放送を行った（『日本列島ほっと通信』のコーナー前まで）。
  - 8月11日放送分では約270人が観覧に訪れた。この日はスペシャルウィークの企画以外では手に入らない番組特製Tシャツの販売も行われ、在庫分が全て売り切れた。
- 2010年9月25日、『土曜もキラ☆キラ ジャパネットたかたラジオショッピング20周年大感謝祭FINAL!』と題した特別番組を15:00から16:55まで生放送。小島と水道橋に髙田明と杉町が商品を紹介した。その後も同様の特別番組が制作されている。
- 2010年11月17日、オープニングで小島が当番組が同年10月度の聴取率調査の結果を「だいたい1位」という表現で、裏番組である文化放送『大竹まこと ゴールデンラジオ!』に次ぐ2位だったことを報告（『大竹まこと ゴールデンラジオ!』は1.7％、『小島慶子 キラ☆キラ』は1.6％）。1年ぶりに聴取率トップを奪われた。次回の同年12月度調査では首位を奪還したが、放送では一切言及しなかった。

### 2011年
- 2011年3月2日、ニッポン放送『ピストン西沢のオールナイトニッポンGOLD』の番組冒頭から小島がゲストとして出演。30分ほどピストン西沢としゃべり、当番組の宣伝をした後、「小島慶子のオールナイトニッポン!」とタイトルコールをして帰った。
- 2011年3月11日、『日本列島ほっと通信』のエンディング中に東北地方太平洋沖地震（東日本大震災）が発生。スタジオ内で激しい揺れを感じている様子がラジオでもそのまま放送され、小島が初動対応に当たった。その後、直ちにニュースブースに繋いでニュースデスクの今村稔が地震・津波の第一報を伝えた。これ以降、番組は報道特別番組の体制に切り替わったため15時台のコーナーは全て中止となり、15時23分35秒に緊急警報放送の信号を発信した。なお、この日のエンディングは無く、ニュースブースからのニュースを伝えた後、次番組（本来の『デイ・キャッチ!』・TBSラジオ報道特別番組『宮城県で震度7』）を放送。また、この地震では都内の多くのビルでも天井落下や外壁・看板の崩落、壁のひび割れ等の被害が続出した為（TBS等の放送局内でも同様の被害があった）、しばらくはヘルメットを装着しての放送となった。さらに、小島は、この日以降、停電によってエレベーターに閉じ込められる事を防止するため、階段を利用して本社9Fのスタジオに入っている。
- 2011年4月3日の『情熱大陸』（毎日放送製作・関東ではTBSテレビで放送[18]）で小島慶子を取り上げたため、当番組の同年3月11日の地震発生時の音声と翌週のラジオスタジオの様子などが放送された。
- 初代プロデューサーの村沢青子は度々トークのネタにされており、スペシャルウィークのノベルティープレゼントの際のジングル（2010年10月まで）の「Tシャツあげちゃう」や「パーカーどーん!」などで声の出演をしていた。